# Exorista horrens
Exorista horrens là một loài ruồi trong họ Tachinidae.